# Шелби Махурин
Шелби Махурин (на английски: Shelby Mahurin) е американска фотографка и писателка на произведения в жанра фентъзи.

## Биография и творчество
Шелби Махурин е родена на 21 май 1992 г. в малка ферма в Индиана, САЩ. Отрастването ѝ във фермата развива въображението ѝ, чете много и сама опитва да пише поезия. През 2011 г. завършва Турската гимназия в Маршал, Индиана. В периода 2011 – 2012 следва английска филология в университет „Пърдю“ в Уест Лафайет, Индиана, в периода 2012 – 2013 г. следва бизнес администрация в Държавния университет на Индиана, а в периода 2014 – 2016 г. посещава програмата за обучение на маркетинг на Уеслиански университет.
След дипломирането си, в периода 2014 – 2015 г. работи кратко като банков администратор, а от 2014 г. е работи като фотограф. Започва да пише фентъзи след раждането на второто си дете.
Първият ѝ роман „Змия и гълъб“ от едноименната поредица е издаден през 2019 г. Той е история за забранена любов и магьосничество. Луиз льо Блан, единствена дъщеря на Господарката на вещиците, е избягала от дома си и се укрива в земите на краля, където се препитава с кражби. Но този свят вещиците са преследвани и изгаряни, а издирването им се ръководи от Рийд Дигори. Едно недоразумение ги обвързва в невъзможен съюз – в свещен брак, а зараждащата се любов изисква търсене на невъзможен избор. Романът става бестселър в списъка на „Ню Йорк Таймс“ и е отличен от „Амазон“ като Книга на годината (2019).
Шелби Махурин живее със семейството си в Блумингдейл, Индиана.

## Произведения

### Серия „Змия и гълъб“ (Serpent & Dove)
1. Serpent & Dove (2019)
Змия и гълъб, изд.: ИК „Ибис“, София (2020), прев. Боряна Даракчиева
2. Blood & Honey (2020)
Кръв и мед, изд.: ИК „Ибис“, София (2021), прев. Боряна Даракчиева
3. Gods & Monsters (2021)